# Reinata Heemskerk
Reinata Heemskerk is de artiestennaam van Adriana van Helden (Rotterdam, 4 maart 1935). Ze was alt.
Ze was getrouwd met Reindert Heemskerk en combineerde haar voornaam en die van hem tot Reinata. Later huwde ze Laurens. C Korteweg.
Ze kreeg haar zangopleiding van Jo Bollenkamp en Elisabeth Cooymans. Na haar opleiding was ze veelvuldig op radio te horen en op televisie te zien. Haar stem is bewaard gebleven in talloze plaatopnamen. Ze was gespecialiseerd in religieuze muziek en met name de passionen van Johann Sebastian Bach en de Messiah van Georg Friedrich Händel. Ze zong ook promotieconcerten voor de Evangelische Omroep. Daarnaast trad ze op in binnen- en buitenland met als uitschieter concerten in de Royal Albert Hall. Daarbij trad ze op als solist maar ook als koorzangeres.
In 1979 verscheen van haar op het platenlabel GIP de single Dank u wel, koningin, een dankwoord aan koningin Juliana der Nederlanden. Het was een compositie van John Kars en Jef Penders, ze zong het met Haga Cantata en de Koninklijke Militaire Kapel onder leiding van Jan van Ossenbruggen. In 1993 maakte ze de afscheidstournee van Majoor Bosshardt mee. Ze beëindigde rond 1998 haar zangcarrière in verband met schildklierklachten, waardoor haar stem onverwachts kon wegvallen. In de 21e eeuw gaf ze nog enige concerten, al dan niet als leidster als opvolger van Arie Pronk bij het plaatselijk koor Song of Praise.
In 2013 was ze woonachtig in Ooltgensplaat.
- Nederlandse Thesaurus van Auteursnamen: 097911860
- Virtual International Authority File: 288616768
- WorldCat: E39PBJhRCqv9KQpq6hMyFHHDMP